# Natsumi Hara
Natsumi Hara (jap. 原 奈津美, Hara Natsumi; * 18. August 1988) ist eine ehemalige japanische Fußballspielerin.

## Karriere
Hara absolvierte ihr erstes Länderspiel für die japanischen Nationalmannschaft am 29. März 2005 gegen Australien.